# 福岡良子
福岡 良子（ふくおか りょうこ、1986年12月14日 - ）は、ウェザーマップ所属の気象予報士、防災士。兵庫県尼崎市出身。

## 来歴
清風南海中学校・高等学校、同志社大学商学部出身。
2010年3月、気象予報士登録。
大学在学中に気象予報士の資格を取得し、テレビ出演の仕事を始める
。卒業後は、放送局のサポート業務やネタリサーチ、東北放送のお天気キャスターなどを経験。
趣味は天気ネタ探し、ラーメン屋巡り、ダンス、マラソン、ダイビング、サーフィン、アクセサリー作り。その他に、富士山登山経験は5回、一時はトライアスロンに挑戦した。全国各地へ足を運び、天気のネタを探すのが日常になっている。
2017年4月3日より、NHK総合テレビ『ニュース シブ5時』に気象キャスターとして出演。
2020年4月9日より6月12日まで東京都に新型インフルエンザ等対策特別措置法に基づく緊急事態宣言発令決定を受けてのシフト変更を受け、NHK総合テレビ『NHKニュース7』に約3年ぶりに復帰した。
私生活では、2021年2月1日に第1子を出産した。

## 出演番組
- はやドキ!（TBS、2015年10月 - 2016年3月）
- おはよう健康体操（BS-TBS、2015年）
- さんまのまんま（フジテレビ系列、2014年10月）
- Nスタみやぎ（東北放送、2012年 - 2013年）
- NEXCO東日本「ドライビングウェザー」（2011年 - 2012年）
- That's天気予報（スカパー!、2010年 - 2011年）
- TBSニュースバード（TBS）
- OH! HAPPY MORNING（JFN）
- NHKニュース7（NHK、2016年4月 - 2017年3月 / 2020年4月9日 -  5月22日【斉田季実治、平野有海との輪番制】[注 1] / 2020年5月27日 - 6月12日【隔日平日担当（平野有海と隔日）】[注 1]）
- 列島ニュース（NHK、2020年10月21日[注 2]）
- ニュース シブ5時（NHK、2017年4月3日 - 2020年11月6日[注 3][注 4]）
- 堀潤モーニングFLAG（TOKYO MX、2023年6月2日 - ） - 月曜、水曜、金曜担当
- ワイド!スクランブル サタデー（テレビ朝日、2025年4月5日 - ）

## 書籍
- 天気の名前 ビジュアル気象歳時記（2013年、世界文化社） ISBN 978-4418132188